# پریوولیا
پریوولیا (به لاتین: Perivolia tou Trikomou) یک منطقهٔ مسکونی در قبرس شمالی است که در ناحیه اسکله واقع شده‌است.